# Belén do Campo Piñeiro
Belén María do Camp Piñeiro (La Corunya, 29 de desembre de 1963), és una política espanyola.

## Biografia
Diplomada universitària en Ensenyament General Bàsic, va ser presidenta de Noves Generacions del Partit Popular a La Corunya. Triada diputada al Congrés per la circumscripció electoral de La Corunya en les eleccions de 1989, 1993 i 2008 i senadora, també per la mateixa circumscripció, en les eleccions de 1996, 2000 i 2004. Va dimitir com a diputada al juny de 2011 en ser nomenada Delegada Territorial de la Junta de Galícia a la província de La Corunya, sent substituïda en l'escó per María Asunción Torres Parada. Va obtenir un escó al Parlament de Galícia en les eleccions autonòmiques de 2012, renunciant al poc temps per tornar a ser delegada de la Junta. El 9 de novembre 2015, va cessar com a Delegada Provincial i va ser nomenada Directora General de Ramaderia, Agricultura i Indústries Agroalimentàries de la Junta gallega.